# Helios (rymdsonder)
För andra betydelser, se Helios (olika betydelser).

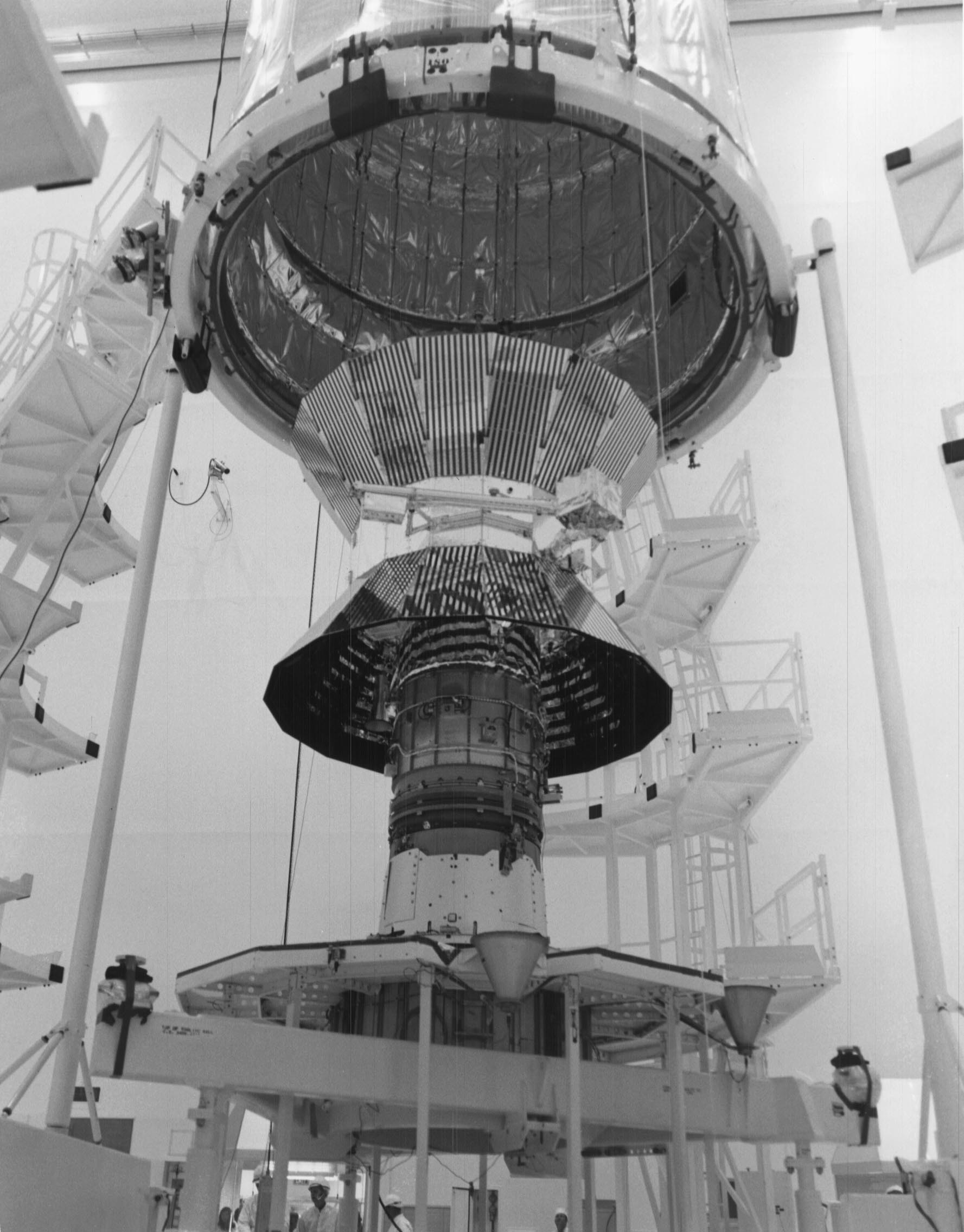
En prototyp av rymdsonden Helios.

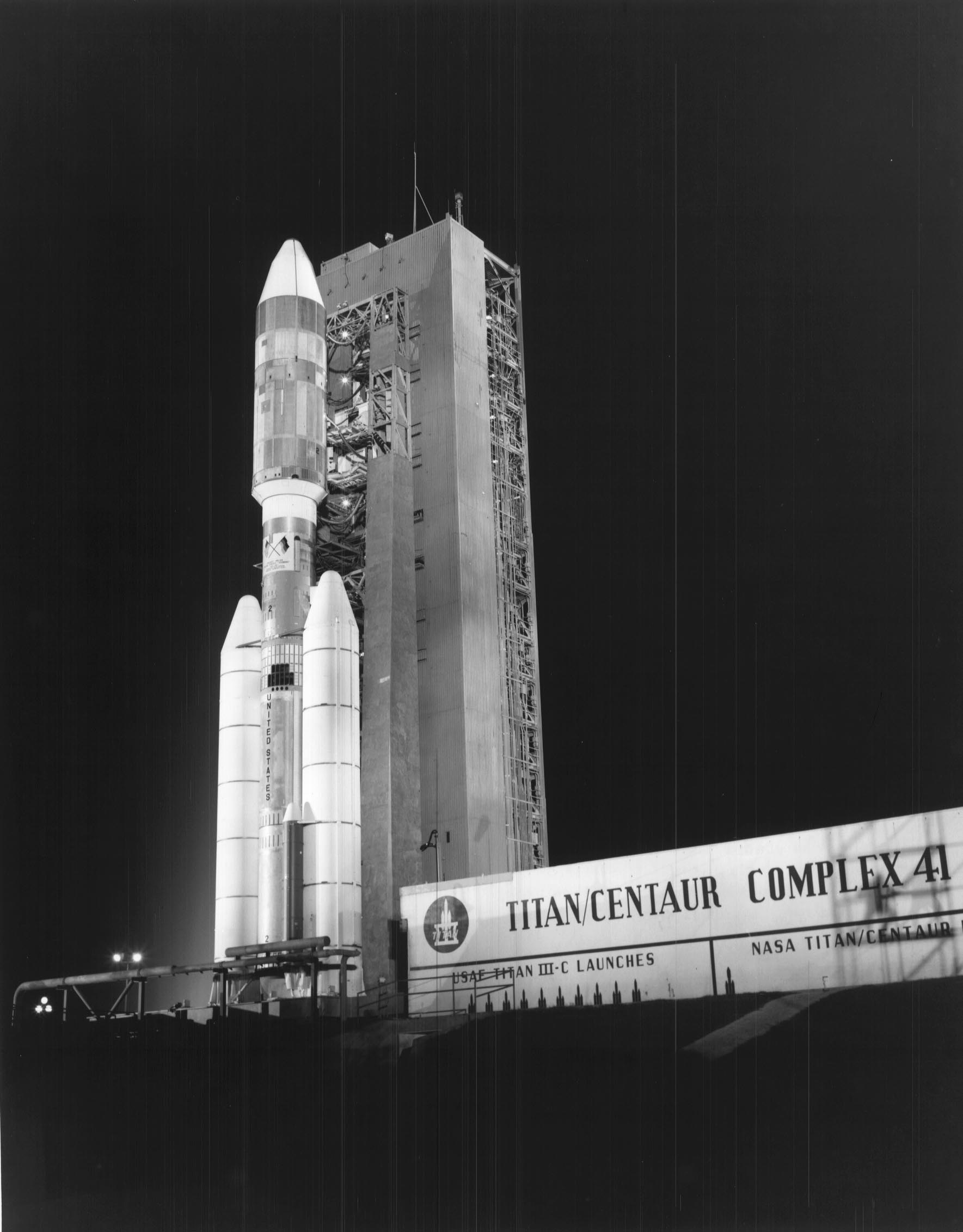
Helios I är nyttolast på en Titan IIIE (1974).

Rymdsonderna Helios  skickades upp under mitten av 1970-talet av Västtyskland och NASA, med hjälp av US Air Force's raketer.
Syftet med rymdsonderna var att studera det interplanetära mediet och Solen vad avser solvind, magnetiska och elektriska fält, kosmisk strålning och småpartiklar.
Det fanns två rymdsonder i serien: Helios I och Helios II. De skickades upp till en omloppsbana runt Solen. Rymdsonderna slog rekord som det snabbaste människogjorda objektet någonsin med 252 792 km/h (70,2 km/s). Det korta avståndet till Solen (45 miljoner km), strax innanför Merkurius omloppsbana, var också ett rekord.
Bägge rymdsonderna kretsade runt Solen i ellipser med deras längsta avstånd till Solen på 1 AU och det närmaste vid 0,3 AU. Bägge rymdsonderna uppfyllde sina uppdrag i början av 80-talet men de fortsatte sända data till jorden fram till 1985. För närvarande har rymdsonderna slutat fungera men stannar kvar i sina omloppsbanor runt Solen.
Namnet Helios har även använts av NASA's till Helios Prototype, och för en serie av franska militära satelliter: Helios 1B och Helios 2A.

## Helios 1
Rymdsonden sköts upp från Cape Canaveral, den 10 december 1974. I början av 1980-talet hade rymdsonden slutfört sitt uppdrag.

## Helios 2
Helios 2 sändes upp i omloppsbana 13 månader efter uppskjutningen av Helios 1.